# رباعي كلوريد السيليكون
رباعي كلوريد السيليكون هو مركب كيميائي صيغته SiCl4، ويوجد على شكل سائل عديم اللون.

## التحضير
كان يونس ياكوب بيرسيليوس أول من حضر المركب وذلك سنة 1823.  يمكن أن يحضر المركب من التفاعل الكيميائي بين الكلور والسيليكون المسخن.
{\displaystyle \mathrm {Si+2\ Cl_{2}\rightarrow SiCl_{4}} }.
كما يمكن الحصول على المركب من كلورة العديد من مركبات السيليكون الأخرى، مثل الفروسيليكون أو كربيد السيليكون.

## الخواص
يوجد المركب في الشروط القياسية على شكل سائل عديم اللون، وهو يتفاعل بعنف مع الماء عند التماس معه، مشكلاً غمامة من حمض الهيدروكلوريك:
{\displaystyle \mathrm {SiCl_{4}+4\ H_{2}O\rightarrow Si(OH)_{4}+4\ HCl} }
لكنه من جهة أخرى قابل للانحلال في المذيبات العضوية مثل التولوين وثنائي إيثيل الإيثر.

## الاستخدامات
يستخدم هذا المركب من أجل الحصول على السيليكون النقي متعدد التبلور.